# Ernesto Blanco Ravelo
Ernesto Blanco Ravelo es un deportista cubano que compitió en atletismo adaptado. Ganó una medalla de oro en los Juegos Paralímpicos de Río de Janeiro 2016 en la prueba de 400 m (clase T47).

## Palmarés internacional
| Juegos Paralímpicos | Juegos Paralímpicos     | Juegos Paralímpicos | Juegos Paralímpicos |
| Año                 | Lugar                   | Medalla             | Prueba              |
| ------------------- | ----------------------- | ------------------- | ------------------- |
| 2016                | Río de Janeiro (Brasil) | Medalla de oro      | 400 m T47           |